# 双鹿乡
双鹿乡，是中华人民共和国四川省巴中市平昌县曾经下辖的一个乡。2020年5月，撤销双鹿乡，将原双鹿乡大鹿村、潘桥村、大庙垭村、文明村、小鹿村所属行政区域划归驷马镇管辖，将原双鹿乡利民村所属行政区域划归土兴镇管辖，原双鹿乡公平村、玉鹿村所属行政区域划归得胜镇管辖。

## 行政区划
双鹿乡撤销前下辖以下地区：
小鹿村、潘桥村、利民村、公平村、玉鹿村、文明村、大鹿村和大庙垭村。